# Hungarocamion
A Hungarocamion (később Hungarocamion Rt.) belföldi és nemzetközi közúti szállítmányozással foglalkozó hazai vállalat volt 1966 és 2002 között.

## Története
A céget a Közlekedési és Postaügyi Minisztérium Autóközlekedési Vezérigazgatósága 1966. január 1-én alapította és ennek megfelelően sokáig az állam tulajdonában állt. A céggel a kormány egy olyan fuvarozói vállalatot kívánt létrehozni, amely mind a szocialista kelet-európai, mind a kapitalista nyugat-európai gazdasági térséget hatékonyan ki tudja szolgálni. A működést 375 saját és bérelt járművel kezdték meg. Első évben a saját gépkocsival lebonyolított fuvarok 60 százaléka kikötői forgalom, 25 százaléka pedig zöldség-gyümölcs forgalom volt. A cég hamar megjelent Belgium, Hollandia, Svédország és Görögország útjain is. 1967-ben Törökország felé is elindult a fuvarozás, ezzel kezdődött a közel-keleti viszonylatok kiszolgálása is.
Az 1968-ban történt új gazdasági mechanizmus hatására megnőtt a Közel-Keletre irányuló forgalom, folyamatosan bővült a telephely, felépült egy tranzitraktár és a gyűjtőbázis alapjai is kiépültek. A Hungarocamion ekkor Magyarország legnyereségesebb vállalatai közé tartozott és nemzetgazdasági szinten is mérhető eredményeket ért el.

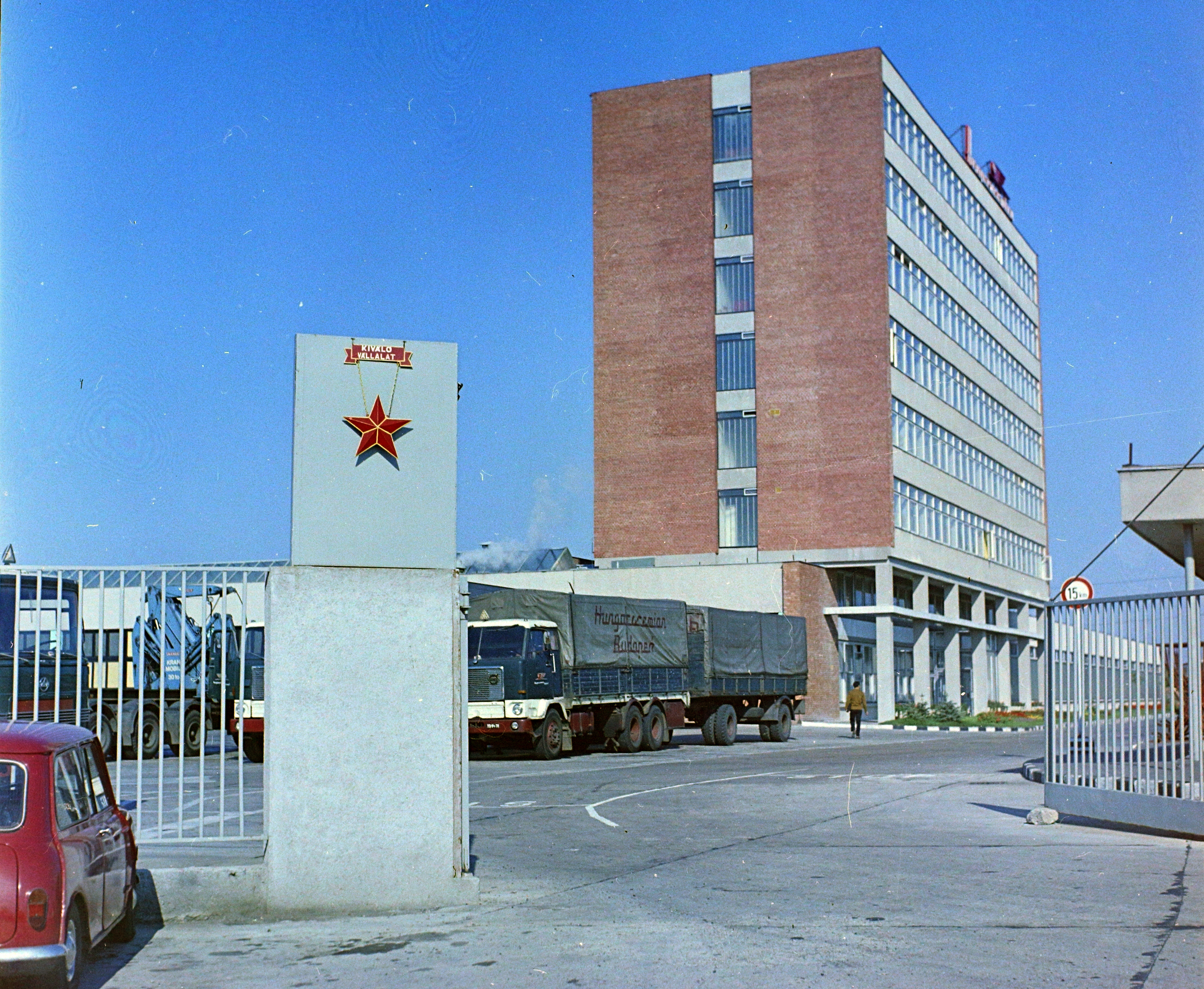
A Hungarocamion frissen átadott telephelye a Cinkotai úton 1971-ben

A cég 1970-ig monopolhelyzetben volt, mert csak az év után engedélyezték más hazai, nemzetközi fuvarozócégek alapítását. 1971-re már 534, túlnyomórészt hűtőkocsiból álló modern tehergépkocsi és járműszerelvény képezte a cég járműállományát. Ebben az évben adták át a vállalat új, Cinkotai úti telephelyét a korábbi, Ceglédi útin felül. Itt a járművek magas színvonalú karbantartása is lehetővé vált. Ugyancsak 1971-ban adták át a cég első vidéki, mosonmagyaróvári kirendeltségét. 
1973-ra különböző szervezeti változások is szükségessé váltak, négy szakigazgatóság – forgalmi, műszaki, kereskedelmi és gazdasági – alakult a vállalaton belül, és még ebben az évben felépült a Népstadion úti irodaház is. A gépkocsiállomány időközben ezer szerelvényre bővült, amelyekkel összesen 14 700 járatot bonyolítottak, 51 millió fuvarkilométert teljesítve, és mintegy 12 millió dollár forgalmat bonyolítva. A cég dolgozóinak száma 1974-ben elérte a 3500 főt. A cég 1975-ben egy vegyesvállalatot is létrehozott Iránban Iran–Majarestan Transport Co. néven az oda irányuló fuvarok miatt, de ez a vállalat különböző nehézségek miatt csak 1979-ig működött.
A következő években az egyre éleződő fuvarpiaci verseny és a fokozott bel- és külpolitikai fejleményei miatt korlátozottabb lett ugyan a magyar cég nemzetközi fuvarozási lehetősége, de így is 4%-os növelésével 88 millió fuvarkilométer teljesítményt ért el. A nyolcvanas évek közel-keleti konfliktusai az ez irányú fuvarozásokat is visszavetették, ráadásul egy 19 szerelvényt szállító komphajó is elsüllyedt. A cég a talponmaradásért további vidéki kirendeltségeket hozott létre, és kialakult egy új üzletág is, a gépjárművek tengelyen történő szállítása. Mindezek eredményeként a cég 1984-ben több mint 1 millió tonna export és import árút fuvarozott. 
1985-ben adták át a vállalat új, Nagykőrösi úti telephelyét. Az új forgalmi és műszaki telep az akkor legmagasabb szintű elvárásoknak is megfelelt, hiszen számos, nagy nyugat-európai járműgyártó cég is márkaszervízzé nyilvánította. Ugyanebben az évben egy Világbank révén kapott 41 millió dolláros hitel újabb lendületet adott a cégnek. Ennek segítségével a már 1910 járművel rendelkező vállalat újabb vállalkozásba kezdett, több önelszámoló egység jött létre. Ekkor váltott a cég is arculatot, melynek köszönhetően a járműveken is új logó szerepelt. 

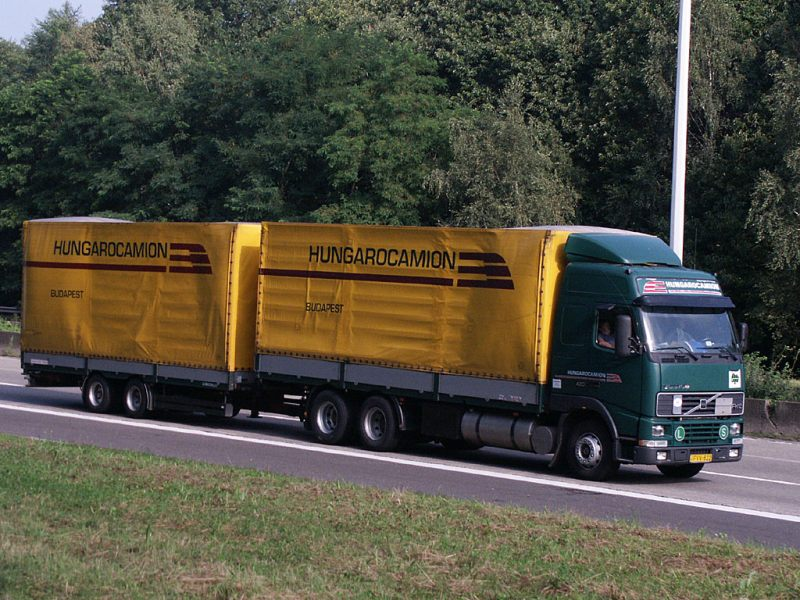
Egy Volvo szerelvény már az arculatváltás után

A rendszerváltás után a cég sokáig továbbra is állami tulajdonban maradt, a tulajdonosi jogokat részben a közlekedési miniszter, részben az akkori Állami Vagyonügynökség, majd utódszervezete, az Állami Vagyonkezelő Rt. (utóbb ÁPV Rt.) gyakorolták. A kilencvenes évek elején a fuvarozási-szállítmányozási piac is átalakult, a magyar export-import forgalom visszaesett, miközben az erős külföldi konkurencia mellett megjelentek a magánfuvarozó vállalkozók is. Az állami mamutvállalat nagyon lassan reagált a változó körülményekre, ami miatt jelentős adósságokat halmozott fel, ez 1996-ra meghaladta a jegyzet tőkéjét is, likviditási helyzete reménytelenül rossz volt. Ekkor került ki az állami tulajdon alól és kezdődött meg a privatizációja. A társaság privatizációjában a főbb kritériumok a cég egyben történő értékesítése és a részvényértékesítéssel egy időben megvalósítandó alaptőke-emelés volt. Ennek megfelelően döntött az ÁPV Rt. új igazgatósága 1996 végén a privatizációs pályázat kiírásáról. A Hungarocamion Rt. részvényire 1997-ben háromszor írt ki az ÁPV Rt. pályázatot. 
Többszöri sikertelen pályáztatás után végül 1998-ban a HC-Invest Kft. lett a cég tulajdonosa. Az új vállalatvezetés – megerősítve a Hungarocamion pénzügyi helyzetét – építve az értékes márkanévre, a szakmai tapasztalatra, egy EU konform vállalatot hozott létre. Ez az állapot 2002. november 13-ig állt fenn, ekkor ugyanis a már Wáberer György és társai által 1994-ben privatizált Volán Tefu Rt. megállapodást írt alá a HC-Invest Kft. tulajdonosaival arra vonatkozóan, hogy megvásárolja a kft. üzletrészének 100%-át, aminek értelmében közvetve a Hungarocamion Rt. mintegy 92%-os részvénycsomagjának tulajdonosává vált. Ennek következtében hosszú évek után 2003-ban lett ismét nyereséges a cég. A tranzakcióval létrejött Magyarország és Közép-Európa egyik legnagyobb szállítmányozási és logisztikai szolgáltatója, mely ettől az évtől már Waberer’s International Nyrt. néven működik tovább, ami a Hungarocamion Nagykőrösi úti egykori telephelyén székel. A Hungarocamion 2006-ban szűnt meg véglegesen, mint cégnév. A Cinkotai úti telephely 1998–2024 között a Volvo Hungária Kft. központjaként funkcionált.

## Arculat, járművek

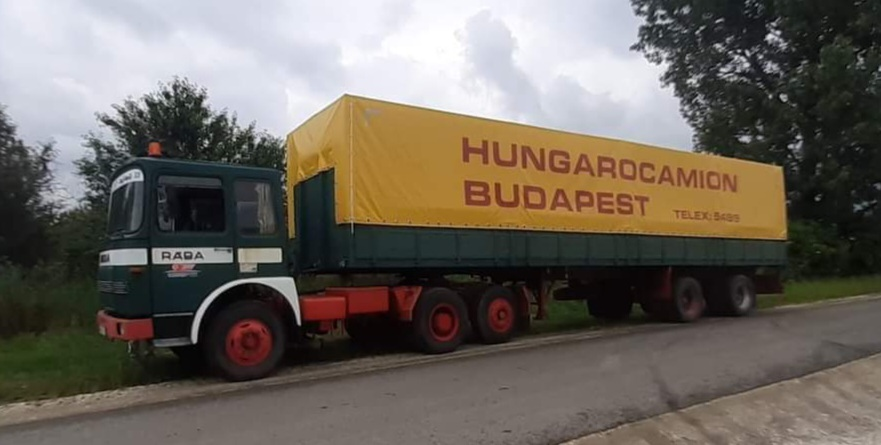
Rába 832-es nyerges szerelvény MAN F8 licenc alapján, ez a típus híresült el "Ede"-ként

A Hungarocamion jellegzetes arculattal rendelkezett, a járműveken a nemzeti színek jelentek meg: a vezetőfülkék szinte mind sötétzöld színre voltak festve, az alvázuk vörös volt, a zöld fülkén pedig kis mértékben fehér fényezés is helyet kapott. A ponyvás járművek sárga ponyvát kaptak, míg a dobozos, hűtő vagy tartályos járművek fehér vagy sima fémszínűek voltak, ezeken helyezkedtek el a piros Hungarocamion feliratok. A járműállomány előbb Csepel, majd Rába típusú tehergépkocsikból állt, a Rábák főleg az „Ede” becenevű MAN F7 és F8, valamint a DAF F241 sorozat alapján készült kocsikat foglalták magukba, de Mercedes, Scania, Volvo, később pedig Renault tehergépkocsik is kerültek a céghez. A vállalat különleges fuvarokhoz készült járművein már nem volt ilyen flottafényezés, a Faun, Tatra, Kaelble, illetve Mack nehézvontatók általában sárga vagy narancssárga színűek voltak. A rendszerváltás után korszerű nyugat-európai típusok vették át a kiöregedő magyar tehergépkocsik helyét.

## Vezérigazgatók
- dr. Mezei Gábor (1966–1986)
- Torma Imre (1986–1995)[5]
- Kapcsos Károly (1995, megbízott)[6]
- Szakál Győzőné (1995–1998)[7]
- Dénes István (1998–2002)[8]